# Procestechniek
Procestechniek is het deel van de techniek dat zich bezighoudt met het ontwerp, en de bedrijfsvoering, de bediening, van installaties uit de procesindustrie. Dit vakgebied bestaat uit een deel werktuigbouwkunde, elektrotechniek en chemie, en heeft doorgaans een hoop te doen met regeltechniek.
Een opleiding die is gericht op de bediening is Algemene Operationele Technologie. Procestechnische installaties worden doorgaans ontworpen door scheikundig ingenieurs die een opleiding chemische technologie hebben gevolgd.
De automatisering van procestechniek kan met verschillende systemen worden aangepakt, de definities van de termen overlappen elkaar gedeeltelijk, de volgorde is over het algemeen van eenvoudig naar complex:
- Programmable logic controller (PLC)
- SCADA (Supervisory Control and Data Acquisition)
- Distributed control system (DCS)
- Process control system (PCS).